# Bunaeopsis
Bunaeopsis é um gênero de mariposa pertencente à família Bombycidae.